# Правда о Джейн
«Правда о Джейн» (англ. The Truth About Jane) — американская мелодрама 2000 года режиссёра Ли Роуз.

## Сюжет
Джейн учится в школе, у неё много друзей. Когда в классе появляется новая ученица, Тейлор, Джейн становится её лучшей подругой. Но вскоре их отношения перерастают в нечто большее, чем обычная девичья дружба. Джейн начинает понимать, что произошло между ними. Её чувства к девушке могут значить лишь одно: она лесбиянка. Младший брат Джейн распускает слухи, и в итоге родители узнают всю правду о своей дочери. Джейн открыто признается в своих склонностях. Для родителей это является сильным потрясением и потребуется очень много времени и сил, чтобы они смогли принять свою дочь такую, как она есть.

## Актёрский состав
| Актёр           | Роль                |
| --------------- | ------------------- |
| Эллен Муф       | Джейн               |
| Стокард Чэннинг | Джанис (мать Джейн) |
| Келли Рован     | Миссис Линн Уолкот  |
| Дженни О'Хара   | Бет                 |
| Ру Пол          | Джимми              |